# Duinweide

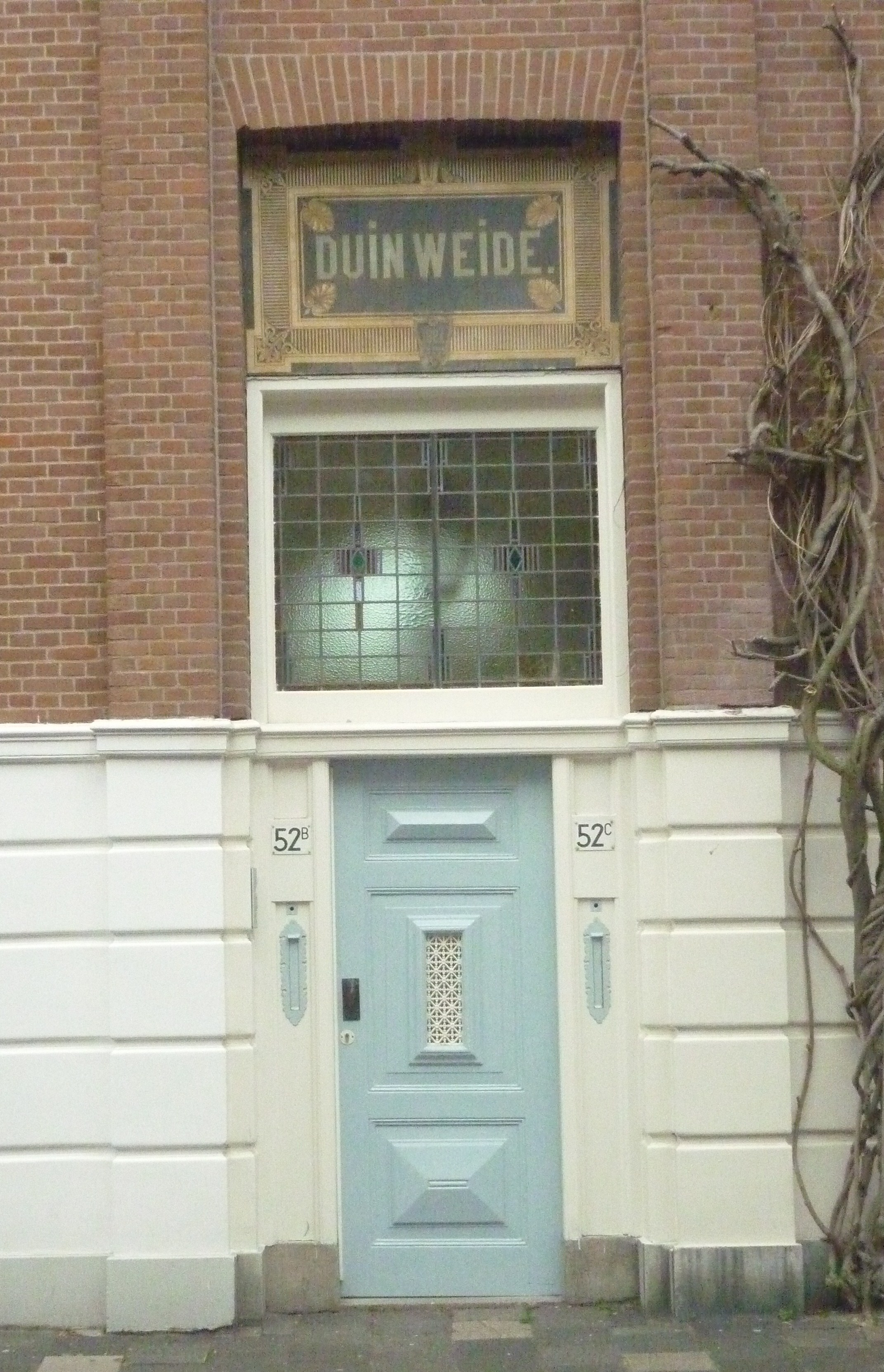
Deur met naamplaat aan de Riouwstraat

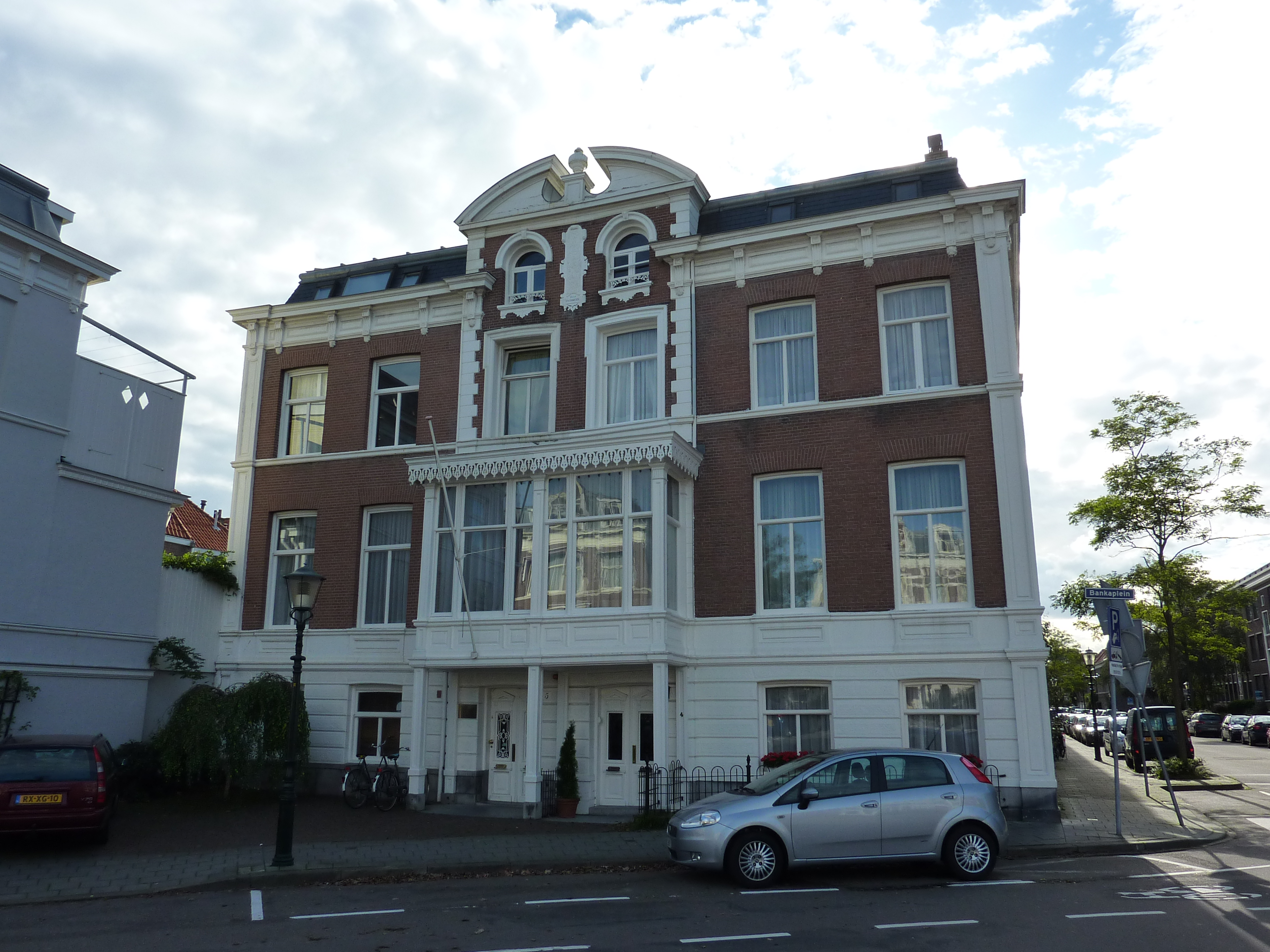
Villa Duinweide aan het Bankaplein

Duinweide was een buitenplaats in Den Haag, gelegen op de plek van de huidige Archipelbuurt. Het was een van de buitenplaatsen in het duingebied tussen de Haagse singelgracht en Scheveningen, waar ook de landgoederen Houtrust en Sorghvliet lagen. 
De buitenplaats kwam voort uit een boerenhoeve, die in 1561 voor het eerst genoemd werd. In 1644 kwam Duinhoeve in het bezit van Jacob Cats, wiens erfgenamen het in 1655 weer verkochten. In de jaren 70 van de 19de eeuw werd het huis gesloopt. De Archipelbuurt werd in de jaren 1869 - 1890 aangelegd.
De naam van de buitenplaats keert terug in twee panden in de Archipelbuurt: Bankaplein 4-5 heet Villa Duinweide en aan de Riouwstraat staat de naam Duinweide op een naamplaat. Beide huizen staan niet op de oorspronkelijke locatie van de buitenplaats.